# Taufbecken St-Christophe (Aubepierre)

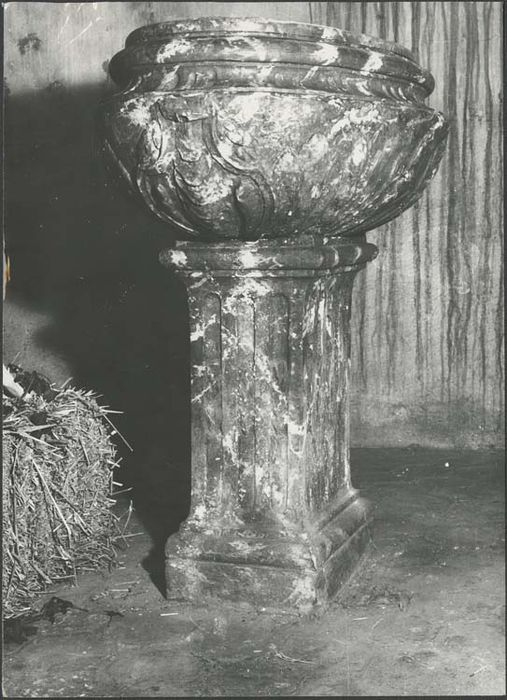
Taufbecken in Aubepierre

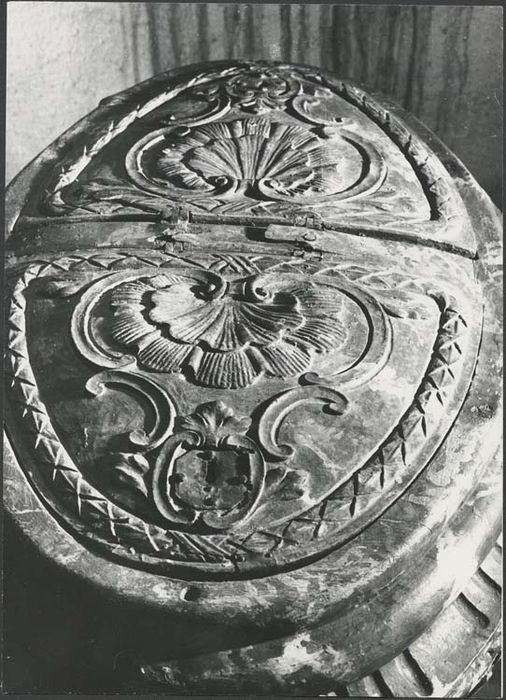
Holzdeckel mit Schnitzereien

Das Taufbecken in der Kirche St-Christophe in  Aubepierre, einem Dorf der französischen Gemeinde Aubepierre-Ozouer-le-Repos im Département Seine-et-Marne in der Region Île-de-France, wurde im 18. Jahrhundert von einer unbekannten Werkstatt geschaffen.  
Im Jahr 1977 wurde das Taufbecken als Monument historique in die Liste der geschützten Objekte (Base Palissy) in Frankreich aufgenommen.
Das 1,05 Meter hohe Taufbecken steht auf einem rechteckigen Sockel, der kanneliert ist. Der Sockel aus Holz ist in Form einer grauweißen Marmorimitation bemalt. Das Becken besteht aus Eichenholz und ist mit floralen Schnitzereien geschmückt.